# Acontia viridisquama
Acontia viridisquama is een vlinder uit de familie uilen (Noctuidae). De wetenschappelijke naam is voor het eerst geldig gepubliceerd in 1852 door Achille Guenée.
De soort komt voor in Europa.